# 哈羅德 (佛羅里達州)
哈羅德（英語：Harold）是位於美國佛羅里達州聖羅薩縣的一個人口普查指定地區。

## 地理
哈羅德的座標為30°39′33″N 86°52′49″W / 30.65917°N 86.88028°W，而該地最高點為海拔高度45米（即148英尺）。

## 人口
根據2010年美國人口普查的數據，哈羅德的面積為38.15平方千米，當中陸地面積為38.05平方千米，而水域面積為0.10平方千米。當地共有人口823人，而人口密度為每平方千米21人。